# Карнаухи

Карнаухи (укр. Карнаухи) — село,
Руновщинский сельский совет,
Полтавский район,
Полтавская область,
Украина.
Код КОАТУУ — 5324084609. Население по переписи 2001 года составляло 11 человек.

## Географическое положение
Село Карнаухи находится на левом берегу реки Свинковка,
выше по течению на расстоянии в 1 км расположено село Флоровка,
ниже по течению на расстоянии в 2 км расположено село Глобы,
на противоположном берегу — сёла Гаврилки и Фисуны.
Рядом проходит железная дорога, остановочный пункт Сторожевой в 2-х км.